# Morinda kanalensis
Morinda kanalensis là một loài thực vật có hoa trong họ Thiến thảo. Loài này được Baill. ex Guillaumin mô tả khoa học đầu tiên năm 1930.